# Festival Feux croisés
Le Festival Feux croisés est un festival de cinéma créé en 2010 par les organisateurs du Goéland masqué, et qui se tient sur la commune de Penmarch (Finistère-Sud, Bretagne), en France. Il a pour but de rendre hommage à un réalisateur et de discuter avec lui de son œuvre. Il n'y a pas de remise de distinction particulière.

## Les origines

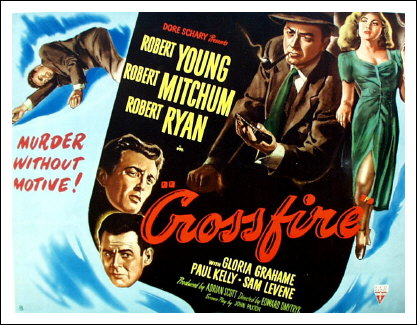
Affiche du film "feux croisés", qui donne son nom au festival

C'est la municipalité de Penmarc'h qui décide, en 2010, de créer ce festival de cinéma, dédié au film noir au départ, car développé en parallèle avec le festival du goéland masqué, salon littéraire organisé sur la commune et consacré au roman noir et policier. Roger Hélias, président de ce festival de littérature et cinéphile averti, contribue également à cette fondation, avec Françoise Landesque.
Cette origine "film noir" se retrouve aussi dans le nom donné au festival, en référence au film de Edward Dmytryk, Feux croisés, avec Robert Mitchum et Gloria Grahame, sorti en 1947. Enfin, comme le montre l'affiche du festival, un projecteur de cinéma croise ses rayons de lumière avec ceux du phare d'Eckmühl, phare célèbre de la pointe penmarchaise, qui donne son nom à la salle de cinéma dans laquelle se déroulent les projections.

## Objectifs et déroulement
Ce festival de cinéma rend hommage, chaque année (fin novembre / début décembre), depuis 2010, à un réalisateur, avec la projection de ses films, en sa présence. Les projections sont suivies d'un débat.
Pour Roger Hélias, chargé de la programmation, ce festival est l'occasion de revisiter des films 20 ou 30 ans après leur sortie, afin de voir s'ils nous parlent encore. Le réalisateur est invité à discuter en toute simplicité avec les spectateurs à l'issue de chaque projection. Il peut ainsi leur livrer des secrets et anecdotes de tournage, justifier le choix de sa mise en scène ou de ses acteurs par exemple. Des personnes ayant participé aux tournages peuvent également être présentes : scénariste, maquilleur.
En 2015, le festival innove en ouvrant une discussion avec le réalisateur Patrice Leconte autour du thème : « la comédie populaire ». Les organisateurs reconnaissent à cette occasion leur ambition de dépasser les 1 000 spectateurs de la précédente cession et de faire prendre à ce festival une dimension départementale, ce qui semble être réussi.

## Éditions
- 2010 : Première édition : hommage à Yves Boisset ; projection de le Saut de l'ange, Folle à tuer, la Femme flic, Canicule[5].
- 2011 : Deuxième édition : hommage à Laurent Heynemann ; projection de Les mois d'avril sont meurtriers, la mort n'oublie personne, il faut tuer Birgitt Haas, La Question[6].
- 2012 : Troisième édition : hommage à Jacques Rouffio ; projection de Sept morts sur ordonnance, L'Horizon, La Passante du Sans-Souci, Le Sucre[7].
- 2013 : Quatrième édition : hommage à Bertrand Tavernier : projection de Pays d'octobre (Mississippi Blues), Quai d'Orsay, Le Juge et l'Assassin, La Mort en direct, La Vie et rien d'autre, Laissez-passer[8].
- 2014 : Cinquième édition : hommage à Régis Wargnier avec la projection de tous ses films, dont Le Temps des aveux, son dernier long métrage, en avant première[9]. Ce festival est suivi par plus de mille personnes[1].
- 2015 : Sixième édition : hommage à Patrice Leconte, et projection de dix de ses films; Voir la mer, Confidences trop intimes, Les bronzés font du ski, Tandem, Le Mari de la coiffeuse, Ridicule, Monsieur Hire, La Fille sur le pont, Le Magasin des suicides, La Veuve de Saint-Pierre[10].
- 2016 : Septième édition : hommage à Arnaud Desplechin, et projection de neuf de ses films[11] ;
- 2017/2018 : Huitième édition : hommage à Laurent Cantet, et projection de ses films Les Sanguinaires, Ressources humaines, L’Emploi du temps, Tous à la manif, Jeux de plage, Retour à Ithaque, Vers le sud, L’Atelier, Entre les murs, Foxfire, confessions d’un gang de filles[11] ;
- 2019 : Neuvième édition : hommage à Philippe Faucon, et projection de ses films Dans la vie, Amine, Sabine, La Trahison, Samia, La désintégration, Fatima et Fiertés[11] ;
- 2019 : Dixième édition : invitation à Baya Kasmi et Michel Leclerc et projection des films La Vie très privée de Monsieur Sim, Le Nom des gens, J’invente rien, Je suis à vous tout de suite, La Lutte des classes, Télé Gaucho, Hippocrate, Ôtez-moi d’un doute[11] ;
- 2022 : Onzième édition avec Catherine Corsini du 29 avril au 1er mai 2022[11] ;
- 2023 : Douzième édition avec Mathieu Amalric du 15 au 17 décembre 2023[11].

## Galerie

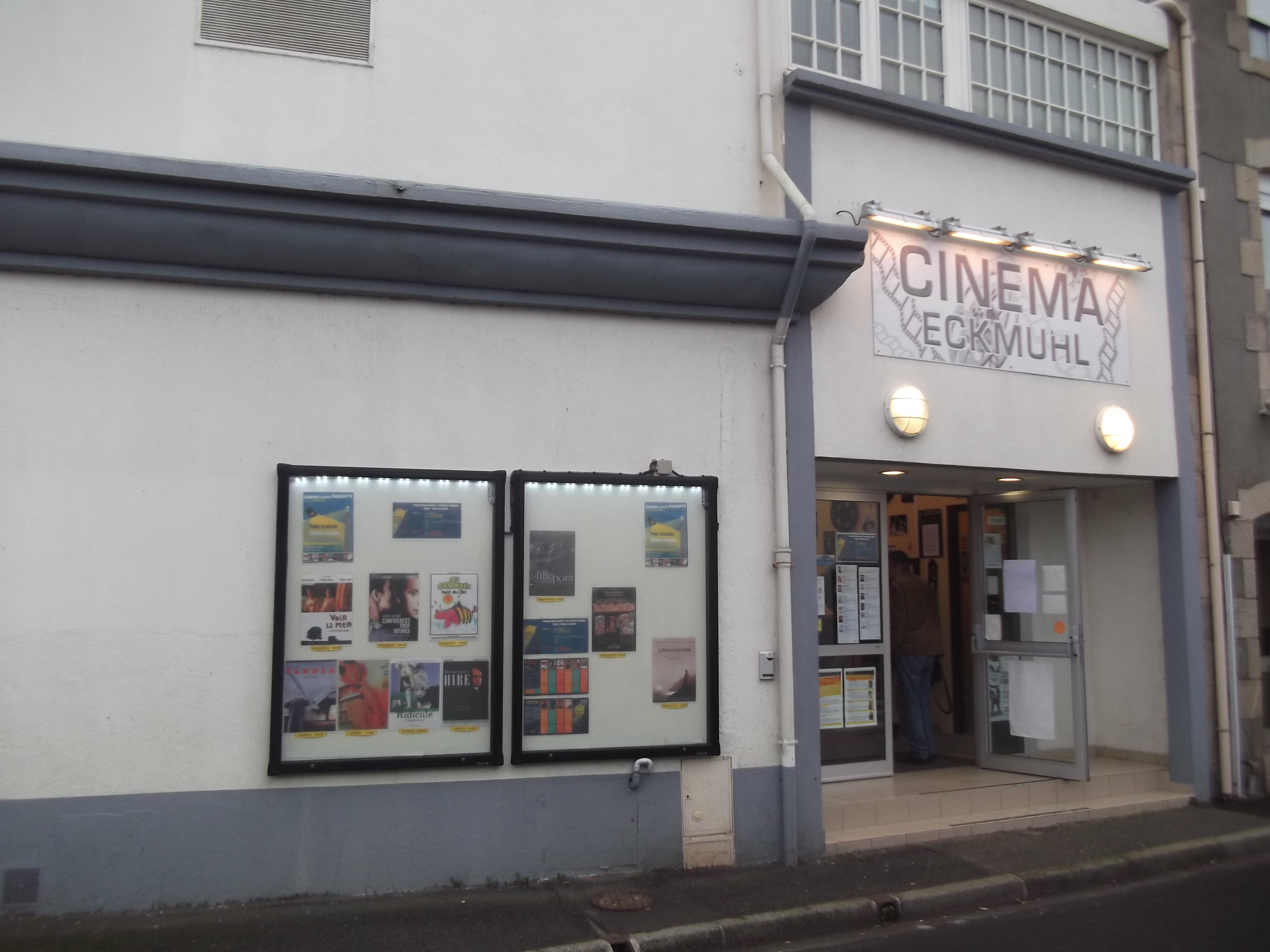
Entrée du cinéma Eckmühl, lieu principal du festival
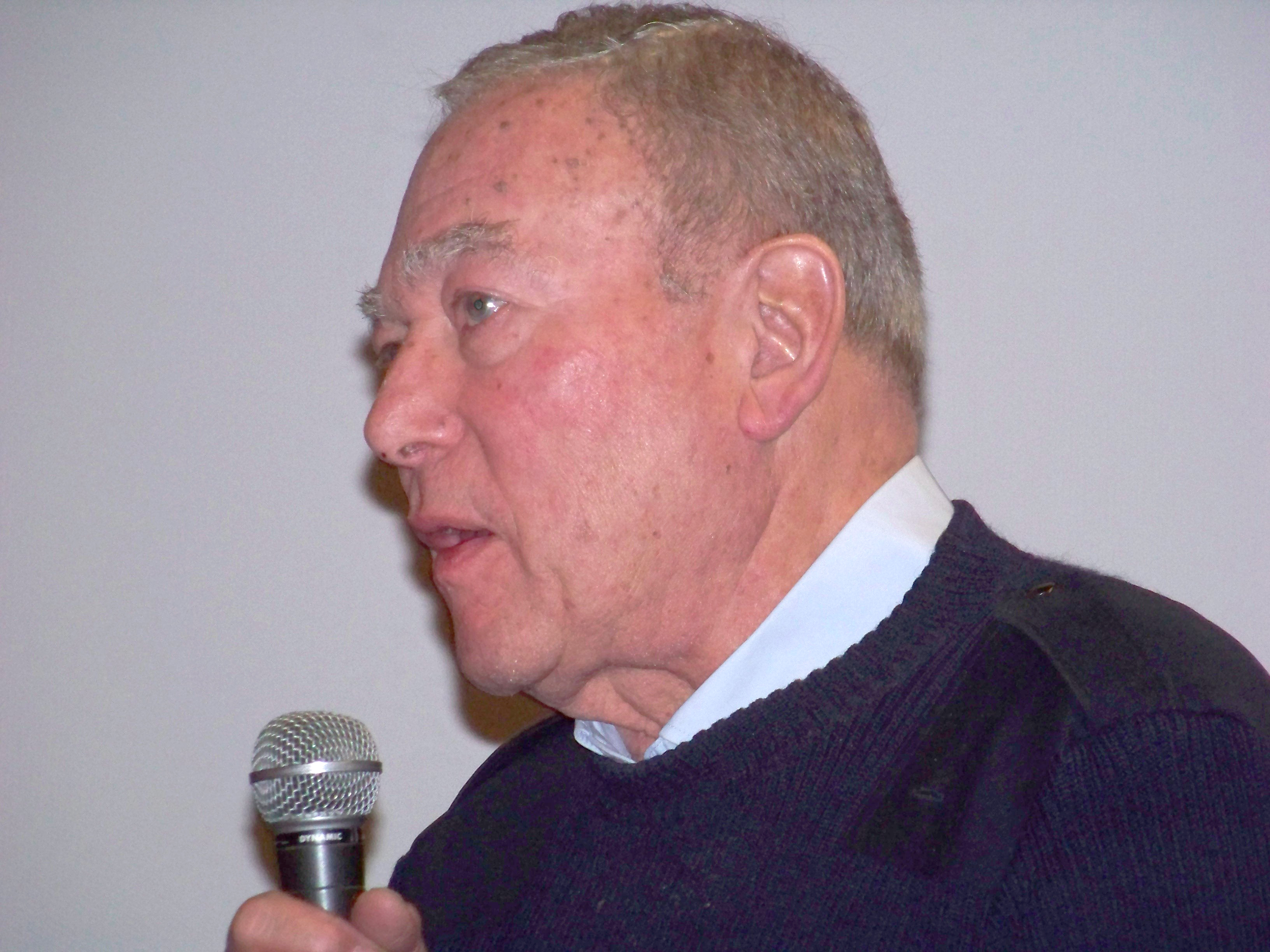
Yves Boisset, invité de la première édition
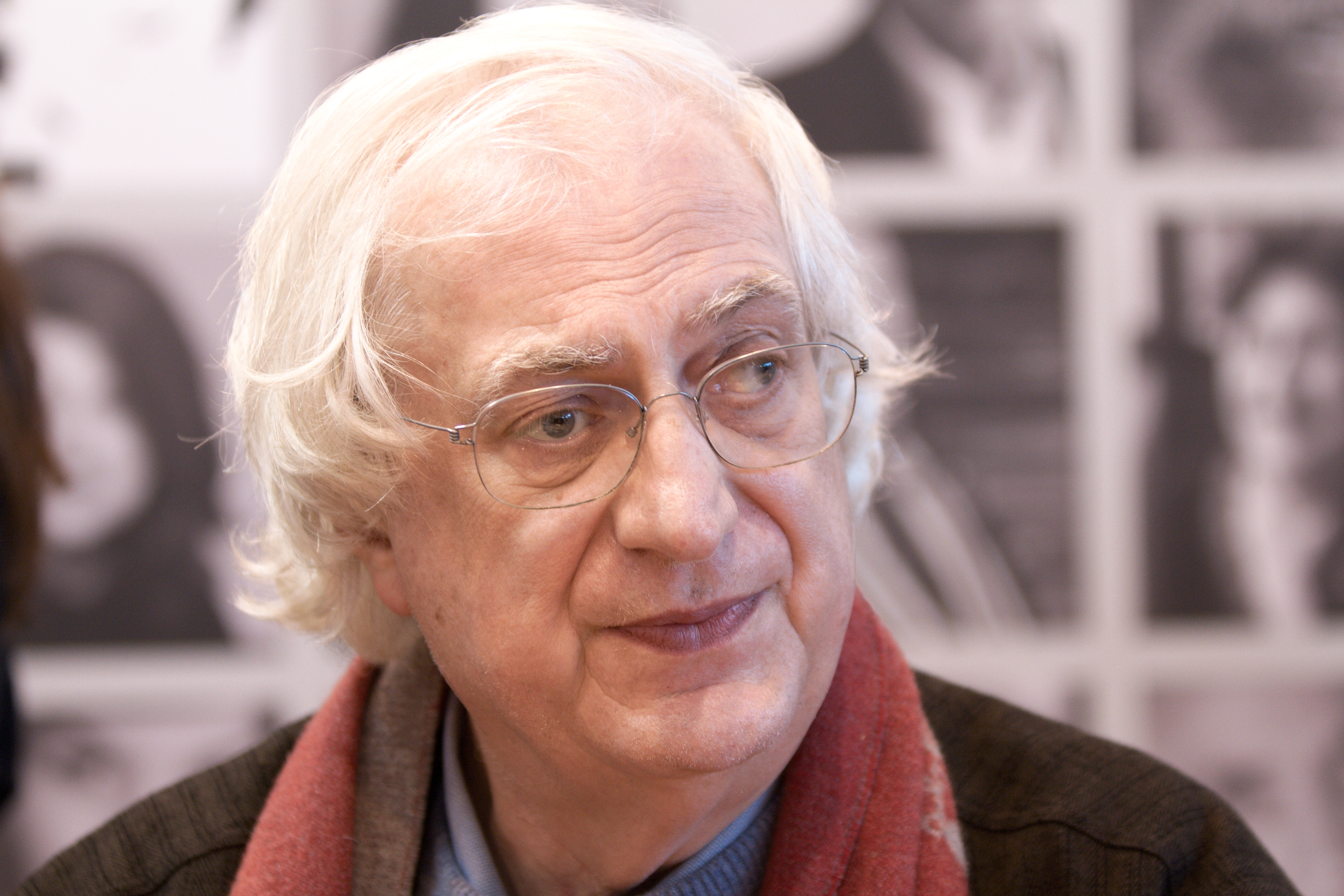
Bertrand Tavernier, invité de la quatrième édition
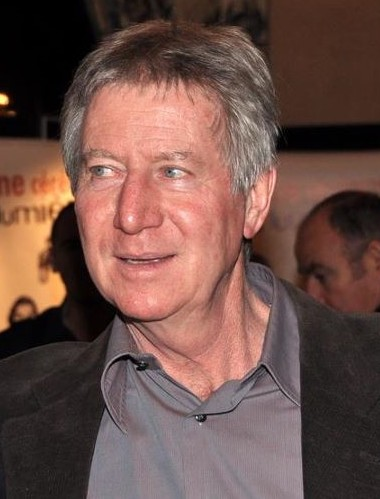
Régis Wargnier, invité de la cinquième édition
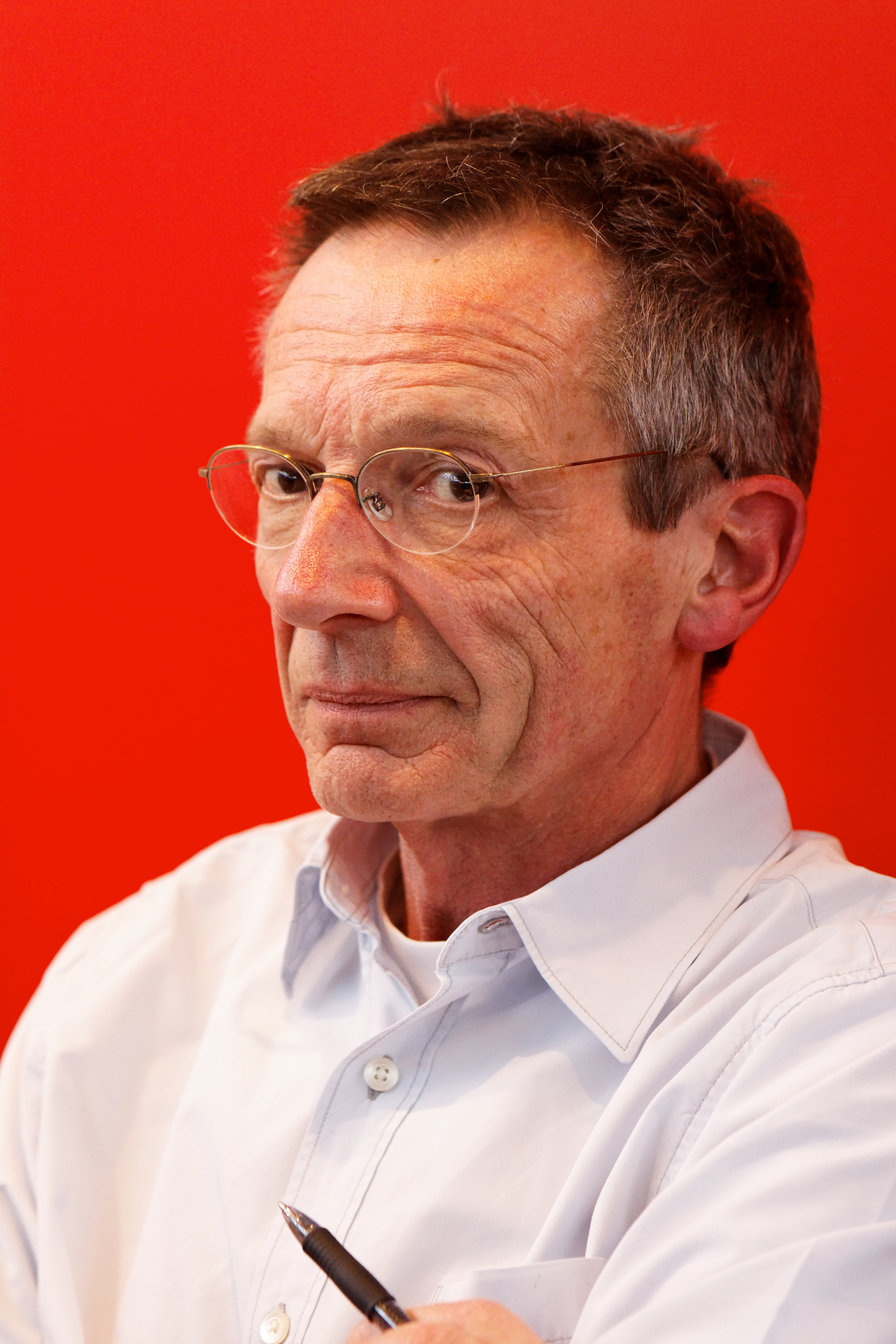
Patrice Leconte, invité de la sixième édition